# Kombatan
Kombatan é um sistema artes marciais originado nas Filipinas. O chefe e fundador do sistema foi Ernesto Presas. O estilo é conhecido por suas técnicas de bastão duplo, mas possui outra vara e técnicas de lâmina, bem como métodos de mão vazia.